# Тувдэнпэлжээлин
Тувдэнпэлжээлин (монг. Түвдэнпэлжээлин; тиб. thub bstan dpal rgya gling) — буддийский храм в Улан-Баторе, находящийся в районе Чингэлтэй. Принадлежит к школе гелуг и специализируется на традиционной монголо-буддийской астрологии (зурхай), поэтому также известен как Астрологический дацан (монг. Зурхайн дацан).

## Описание
В 1990 году лама-астролог Ж. Гончигсурэн основал центр монгольской астрологии на холме Тасганы-обо близ Гандантэгченлина, на месте разрушенного заднего двора храма Гэсэра, и стал одним из двух его штатных лам. В 2006 году началось строительство нового двухэтажного здания под этот центр, ставший с тех пор полноценным храмовым комплексом. В 2014 году при храме открылись детский сад «Зээ-Маа» и детская клиника «Лонад гүнсэл», в которой, помимо стандартной медицины, используют и методы традиционной монгольской медицины. 9 сентября 2015 года в храме прошла церемония поминовения жертв политических репрессий 1930-х годов, организованная при участии управления района Чингэлтэй, в котором он находится.
Настоятелем храма является его основатель Гончигсурэн, изучающий и практикующий астрологию с 1983 года.